# Edward Cave
Edward Cave (27 de fevereiro de 1691 – Clerkenwell, 10 de janeiro de 1754) foi um impressor e editor britânico. Fundou, em 1731, o periódico The Gentleman's Magazine.